# Cali Timmins
Pour les articles homonymes, voir Cali et Timmins.
Cali Timmins est une actrice canadienne née le 27 avril 1963 à Montréal.

## Filmographie
- 1964 : Another World (série télévisée) : Paulina Cantrell Cory McKinnon Carlino #1 (unknown episodes, 1990-1991)
- 1980 : Graine d'amour (Seed of Innocence)
- 1983 : Loving Friends and Perfect Couples (série télévisée)
- 1983 : Le Guerrier de l'espace (Spacehunter: Adventures in the Forbidden Zone) : Nova, Earthworm Captive
- 1984 : L'Hôtel New Hampshire (The Hotel New Hampshire) de Tony Richardson : Bitty Tuck
- 1988 : Rintintin junior ("Katts and Dog") (série télévisée) : Maggie Davenport (unknown episodes, 1988-1989)
- 1994 : Highlander (série télévisée) : Iris Lange
- 1994 : Green Dolphin Beat (TV) : Bennett
- 1995 : The Takeover (vidéo) : Kathy
- 1995 : Hard Evidence : Dina Davis
- 1995 : Fast Company (TV)
- 1996 : Hostile Force (TV) : Janice Simmons
- 1996 : Sealed With a Kiss (TV) : Christine Bellows
- 1998 : Jeux de piste (Catch Me If You Can) (TV) : Kid's Mother
- 1999 : Heaven's Fire (TV) : Fiona Dahl